# A nevem Dolemite
A nevem Dolemite (eredeti cím: Dolemite Is My Name)  2019-ben bemutatott amerikai életrajzi-vígjáték, melyet Scott Alexander és Larry Karaszewski forgatókönyvéből Craig Brewer. A főbb szerepekben Eddie Murphy,  Keegan-Michael Key, Mike Epps, Craig Robinson, Tituss Burgess, Da’Vine Joy Randolph és Wesley Snipes látható.
Világpremierje 2019. szeptember 7-én volt a Torontói Nemzetközi Filmfesztiválon. Korlátozott kiadásban, 2019. október 4-én jelent meg a mozikban, mielőtt a Netflix digitálisan is bemutatta volna 2019. október 25-én.
A szerepet eredetileg Murphy 2017-ben elhunyt bátyja, Charlie Murphy játszotta volna. Ez Eddie Murphy első R-besorolású filmje az 1999-es Életfogytig című filmje óta.

## Cselekmény
A film Rudy Ray Moore afroamerikai humorista és előadóművész életét mutatja be, aki szegénysorból küzdötte fel magát az egyik első olyan sikeres humoristává, aki az afroamerikai társadalom nyelvén azok valós élethelyzetére reflektált, miután a szórakoztatóiparban a hatvanas-hetvenes években is jelenlévő szegregáció miatt ez a társadalmi réteg nem kapott igazán nekik szóló programokat. Moore már gyerekkorában elhatározza, hogy humorista előadóművesz lesz, de a társadalmi helyzete miatt a nagyobb sikerek sokáig elkerülik, élete nagy részében alkalmi munkákból kénytelen megélni. Mikor egy Los Angelesi lemezboltban dolgozik, figyel fel egy hajléktalan ismerőse hihetetlen történeteire, aki állandóan egy általa kitalált nagymenő striciről, Dolemite-ról mesél. Moore-nak annyira megtetszik a karakter, hogy a fiktív, nagymenő, minden fehért megleckéztető Dolemite-é átlényegülve ad elő fergeteges paródiákat, aki kendőzetlen nyelvezettel mondja meg a véleményét. A műsorait lemezekre is veszi, amik mind Moore magánkiadásában jelennek meg, mert a legtöbb kiadó elutasítja a trágár-harsány-fekete figurát. Ennek ellenére Moore a hetvenes évekre megtalálja az afroamerikai közönségét, akik végre kapnak egy nekik szóló szórakoztató, piperkőc hőst, emiatt Moore Dolemite-ként hatalmas sikert arat a körükben, később filmet is forgat Dolemite-ról, ami tovább emeli a népszerűségét. A versbe szedett trágárkodásai miatt pedig utólag sokan a rap úttörőjének is tartották.

## Szereplők
| Szereplő         | Színész                | Magyar hang          |
| ---------------- | ---------------------- | -------------------- |
| Rudy Ray Moore   | Eddie Murphy           | Dörner György        |
| Lady Reed        | Da’Vine Joy Randolph   | Kocsis Mariann       |
| Jerry Jones      | Keegan-Michael Key     | Zöld Csaba           |
| Jimmy Lynch      | Mike Epps              | Csík Csaba Krisztián |
| D'Urville Martin | Wesley Snipes          | Pál András           |
| Bobby Vale       | Chris Rock             | Előd Álmos           |
| Roj              | Snoop Dogg             | Kálid Artúr          |
| Lawrence Woolner | Bob Odenkirk           | Kassai Károly        |
| Theodore Toney   | Tituss Burgess         | Elek Ferenc          |
| Joseph Bihari    | Aleksandar Filimonovic | Ágoston Péter        |
| Demond           | Barry Shabaka Henley   | Bácskai János        |
| Lester Bihari    | Michael Peter Bolus    | Jakab Csaba          |

## A film készítése

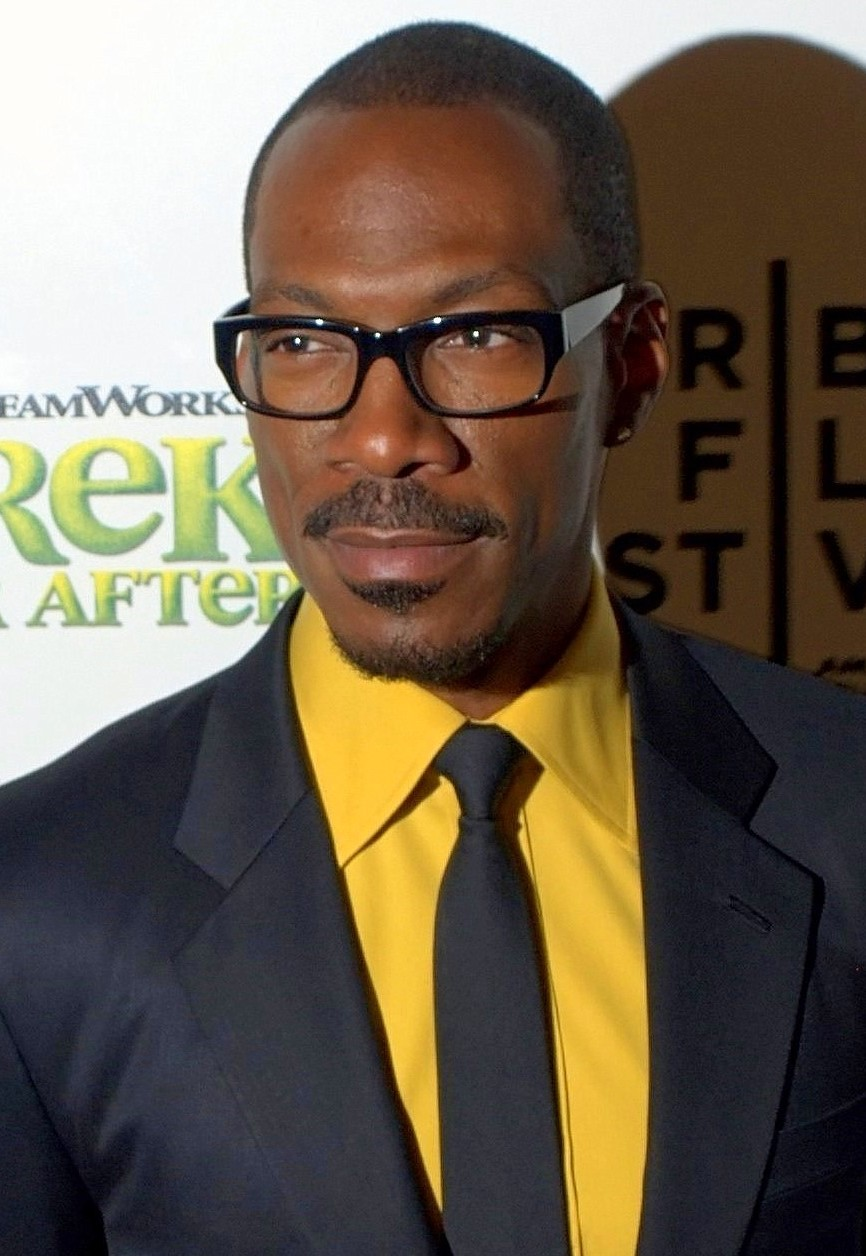
Eddie Murphy előadása, mint Rudy Ray Moore, kritikai elismerést kapott és sikeres visszatérőnek nevezték.

Murphy kijelentette, hogy Rudy Ray Moore életrajzi filmje már régóta álomprojekt volt számára. Murphy 2003-ban találkozott Scott Alexander és Larry Karaszewski forgatókönyvírókkal, és elkezdték kidolgozni a projektet. Murphynek a két író találkozót szervezett Moore-ral, aki elmesélte neki az élettörténetét (Moore 2008-ban hunyt el). A film elkészítésének korai kísérletei azonban soha nem valósultak meg.
2018. június 7-én bejelentették, hogy Craig Brewer rendezi a Netflix gyártásában és forgalmazásában készült A nevem Dolemite című filmet, Scott Alexander és Larry Karaszewski lettek a forgatókönyvírók. Eddie Murphy-t választották Moore szerepére. Ugyanebben a hónapban bejelentették a többi főszereplőt is. 2018 júliusában Chris Rock és Ron Cephas Jones is csatlakoztak a stábhoz. A film fő forgatása 2018. június 12-én kezdődött.

## Fogadtatás
A film pozitív értékeléseket kapott a kritikusoktól, dicsérve Murphy visszatérő előadását, valamint a forgatókönyvet, a jelmezeket és a humort. A Metacritic oldalán a film értékelése 76% a 100-ból, ami 38 véleményen alapul. A Rotten Tomatoeson a Nevem Dolemite 97%-os minősítést kapott, 187 értékelés alapján.